# Scalanago lateralis
Scalanago lateralis – gatunek morskiej ryby węgorzokształtnej z rodziny kongerowatych (Congridae). Reprezentuje monotypowy rodzaj Scalanago. Został opisany naukowo przez Whitleya w 1935. Endemit Australii – występuje na szelfie kontynentalnym. Dorosłe osobniki tego gatunku osiągają maksymalnie około 35 cm długości całkowitej (TL). 
Według stanu ze stycznia 2019 gatunek ten nie figuruje w Czerwonej księdze gatunków zagrożonych Międzynarodowej Unii Ochrony Przyrody (IUCN).